# Berlepsch-Ellerode-Hübenthal

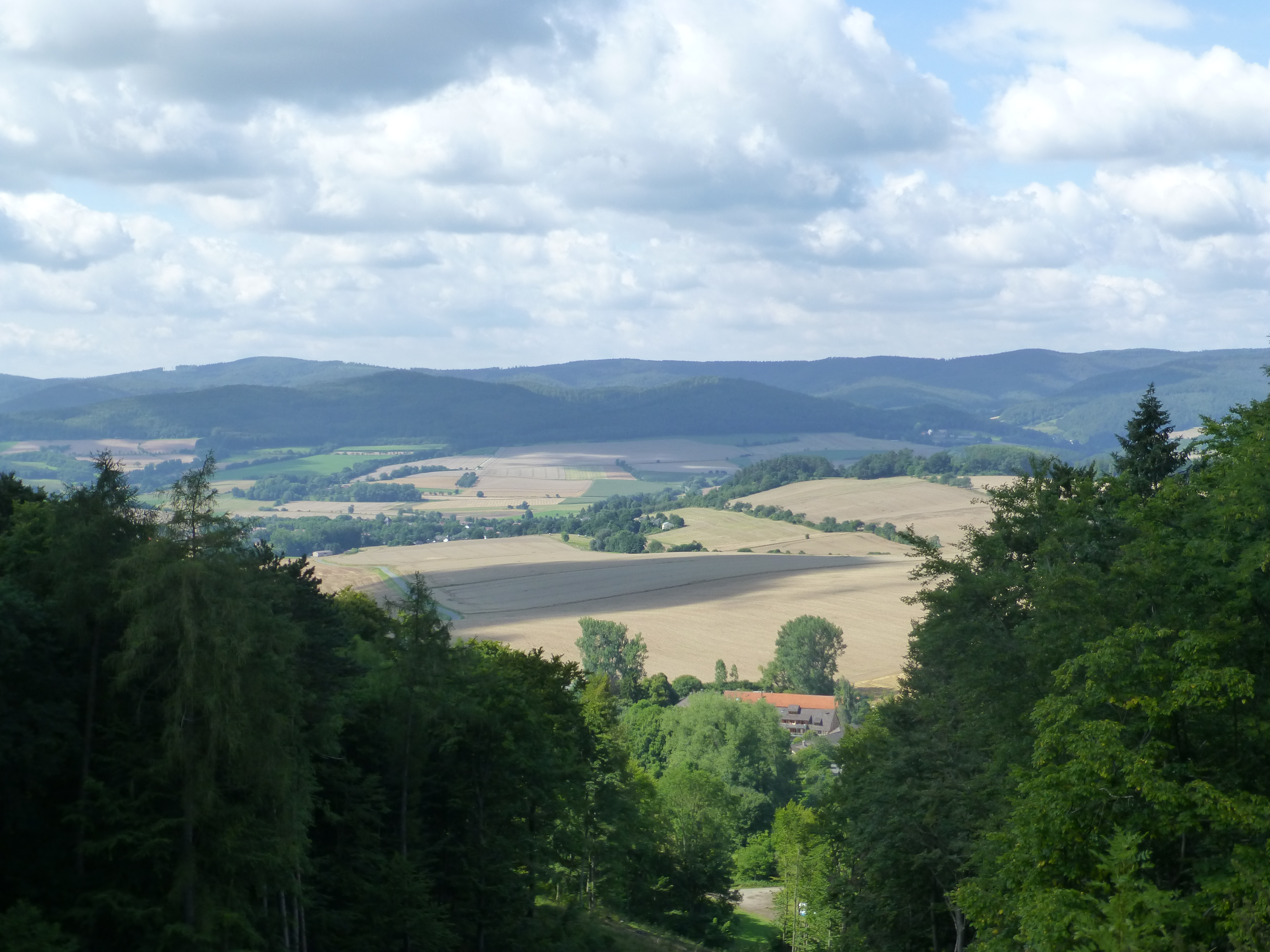
Aussicht von Schloss Berlepsch über Hübenthal ins Werratal

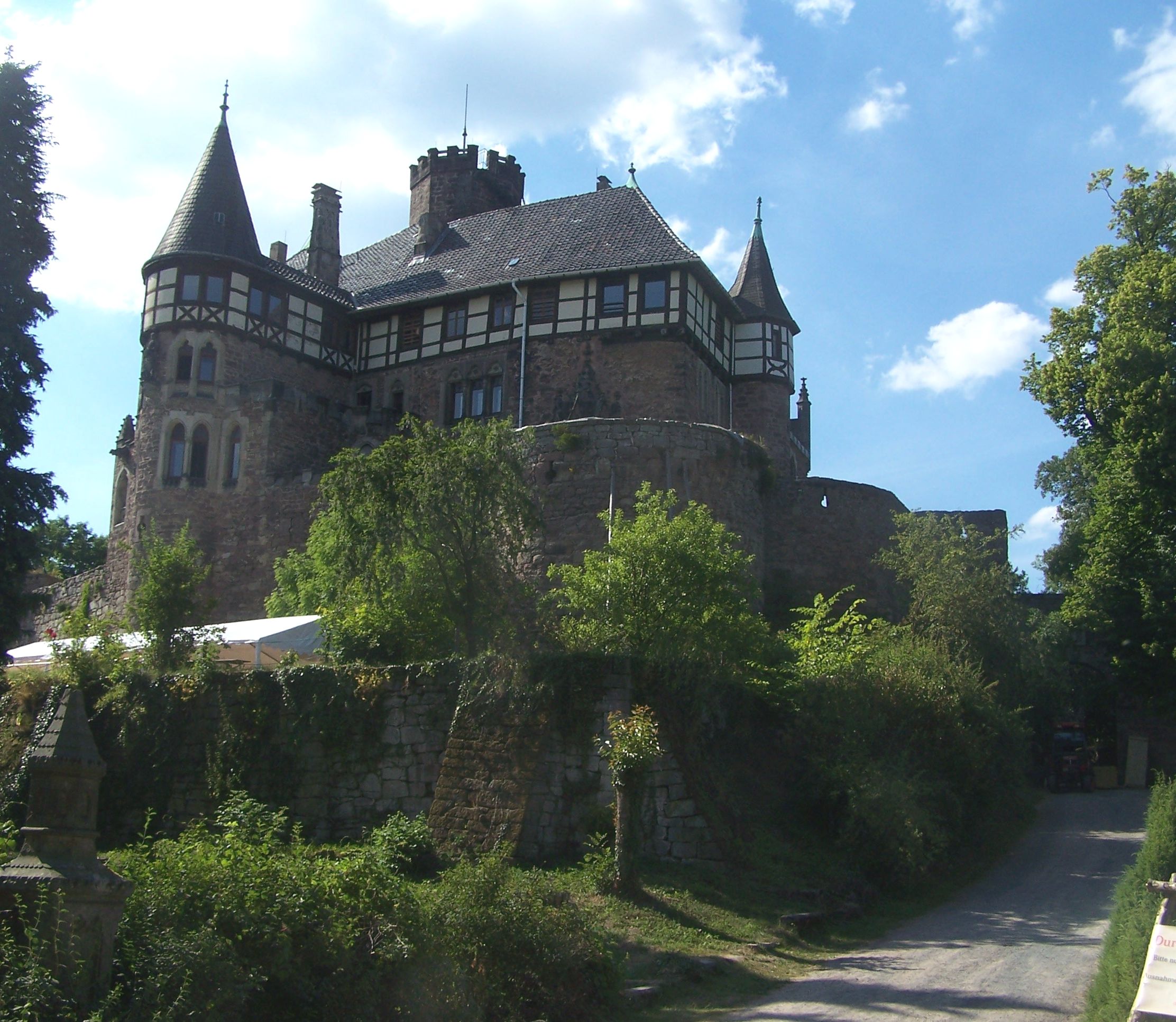
Das Schloss Berlepsch

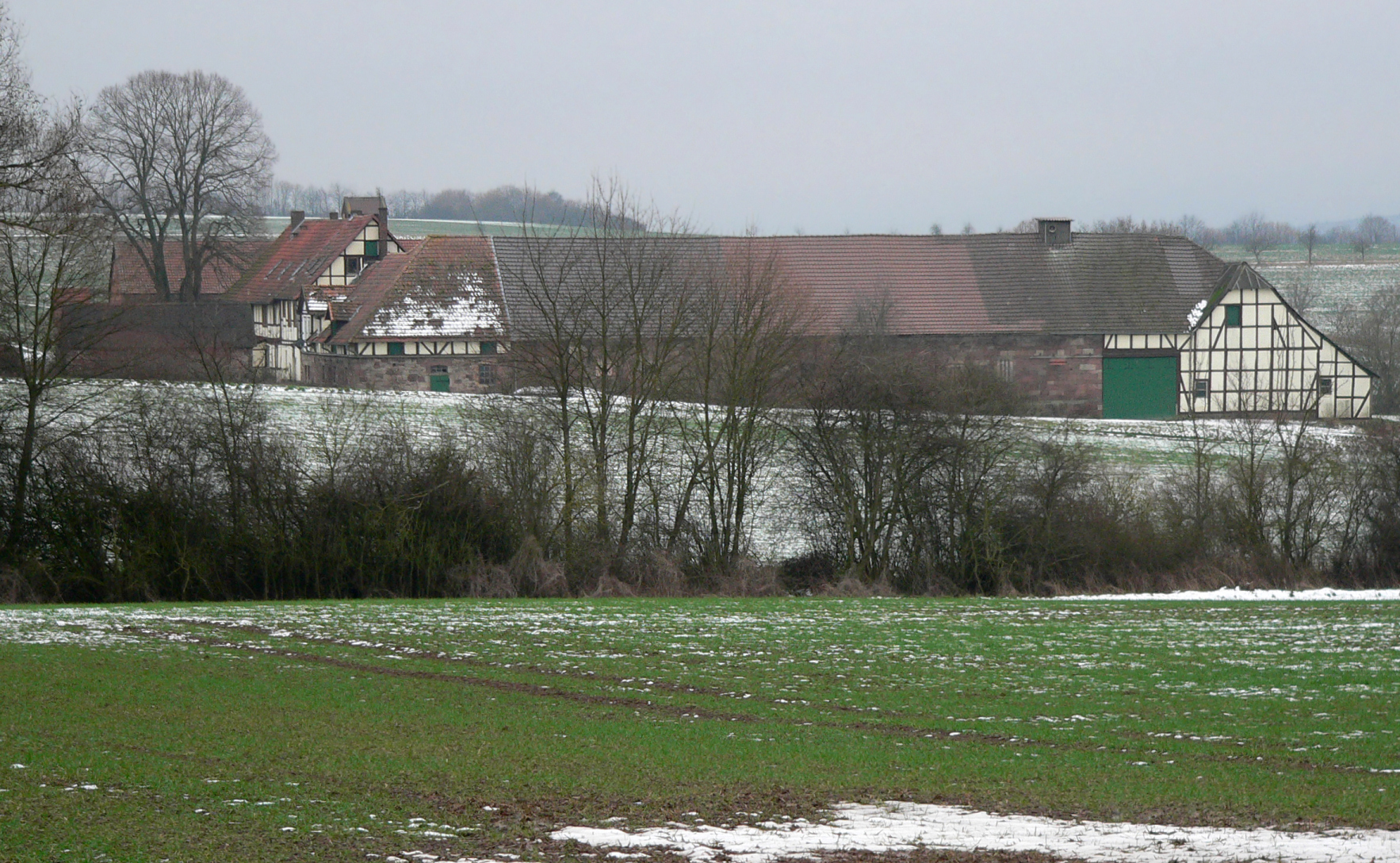
Gut Ellerode

Berlepsch-Ellerode-Hübenthal ist ein Ortsteil im Nordwesten der Stadt Witzenhausen im nordhessischen Werra-Meißner-Kreis.

## Geographie

### Ortsgliederung
Der Ortsteil mit seinen etwa 130 Einwohnern liegt oberhalb des Ostufers der Werra an der Grenze zum niedersächsischen Landkreis Göttingen und besteht aus folgenden Siedlungen:
- dem Schloss Berlepsch und seinen Nebengebäuden Gut und Forsthaus Berlepsch in den westlichen Ausläufern des Sandwaldes
- dem ehemaligen Gut Hübenthal im Tal des Hübenbaches, einem rechten Zufluss der Werra
- dem Gut und dem Vorwerk Ellerode nahe der Bundesautobahn 7.

Die hügelige Landschaft wird von den Ausläufern des Sandwaldes (bis 370 m) geprägt, nördlich von Hübenthal erhebt sich der Große Hübenberg (ca. 300 m) und nordwestlich von Ellerode der Hessenberg (bis 400 m) und der Kreideberg (ca. 370 m) mit dem Naturschutzgebiet NSG Kreideberg bei Ellerode.

### Nachbarorte
Unmittelbare Nachbarorte sind die niedersächsischen Orte Hedemünden im Westen und Atzenhausen und Mollenfelde im Norden sowie die hessischen Ortsteile  Hermannrode im Osten, Albshausen und Gertenbach im Süden.

## Geschichte
Erstmals erwähnt wurden die Siedlung Berlepsch im Jahr 1369, der Gutsbezirk im Jahr 1294 und das Gut Hübenthal 1032.
Zum 31. Oktober 1928 wurde aus den Gutsbezirken Berlepsch und Ellerode die Gemeinde Berlepsch-Ellerode gebildet. Dazu gehörte auch das Gut Hübenthal.
Die Gemeinde Berlepsch-Ellerode wurde zum 1. Januar 1974 im Zuge der Gebietsreform in Hessen kraft Landesgesetz in die Stadt Witzenhausen eingegliedert. Für die nach Witzenhausen eingegliederten, ehemals eigenständigen Gemeinden wurde je ein Ortsbezirk mit Ortsbeirat und Ortsvorsteher nach der Hessischen Gemeindeordnung gebildet. Heute trägt dieser Stadtteil den Namen Berlepsch-Ellerode-Hübenthal.

## Bevölkerung
Einwohnerstruktur 2011
Nach den Erhebungen des Zensus 2011 lebten am Stichtag, dem 9. Mai 2011, in Berlepsch-Ellerode-Hübenthal 102 Einwohner. Darunter waren 15 (14,7 %) Ausländer. Nach dem Lebensalter waren 12 Einwohner unter 18 Jahren, 36 zwischen 18 und 49, 39 zwischen 50 und 64 und 12 Einwohner waren älter. Die Einwohner lebten in 57 Haushalten. Davon waren 39 Singlehaushalte, 9 Paare ohne Kinder und 9 Paare mit Kindern, sowie keine Alleinerziehende und keine Wohngemeinschaften. In 6 Haushalten lebten ausschließlich Senioren und in 48 Haushaltungen lebten keine Senioren.
Einwohnerentwicklung
| • 1961 | 137 Einwohner, davon 115 evangelisch (= 83,94 %), 22 katholisch (= 16,06 %). |

| Berlepsch-Ellerode-Hübenthal: Einwohnerzahlen von 1939 bis 2022 | Berlepsch-Ellerode-Hübenthal: Einwohnerzahlen von 1939 bis 2022 | Berlepsch-Ellerode-Hübenthal: Einwohnerzahlen von 1939 bis 2022 | Berlepsch-Ellerode-Hübenthal: Einwohnerzahlen von 1939 bis 2022 | Berlepsch-Ellerode-Hübenthal: Einwohnerzahlen von 1939 bis 2022 |
| --- | --------------------------------------------------------------- | --------------------------------------------------------------- | --------------------------------------------------------------- | --------------------------------------------------------------- |
| Jahr |                                                                 |                                                                 |                                                                 | Einwohner                                                       |
| 1939 | 1939                                                            |                                                                 | 132                                                             | 132                                                             |
| 1946 | 1946                                                            |                                                                 | 231                                                             | 231                                                             |
| 1950 | 1950                                                            |                                                                 | 239                                                             | 239                                                             |
| 1956 | 1956                                                            |                                                                 | 159                                                             | 159                                                             |
| 1961 | 1961                                                            |                                                                 | 137                                                             | 137                                                             |
| 1967 | 1967                                                            |                                                                 | 116                                                             | 116                                                             |
| 1980 | 1980                                                            |                                                                 | ?                                                               | ?                                                               |
| 1990 | 1990                                                            |                                                                 | ?                                                               | ?                                                               |
| 2000 | 2000                                                            |                                                                 | ?                                                               | ?                                                               |
| 2011 | 2011                                                            |                                                                 | 102                                                             | 102                                                             |
| 2015 | 2015                                                            |                                                                 | 114                                                             | 114                                                             |
| 2022 | 2022                                                            |                                                                 | 109                                                             | 109                                                             |
| Datenquelle: Historisches Gemeindeverzeichnis für Hessen: Die Bevölkerung der Gemeinden 1834 bis 1967. Wiesbaden: Hessisches Statistisches Landesamt, 1968. Weitere Quellen: LAGIS; Stadt Witzenhausen; Zensus 2011 |                                                                 |                                                                 |                                                                 |                                                                 |

## Politik
Für Berlepsch-Ellerode besteht ein Ortsbezirk (Gebiete der ehemaligen Gemeinde Berlepsch-Ellerode) mit Ortsbeirat und Ortsvorsteher nach der Hessischen Gemeindeordnung. Der Ortsbeirat besteht aus drei Mitgliedern. Bei den Kommunalwahlen in Hessen 2021 betrug die Wahlbeteiligung zum Ortsbeirat 56,32 %. Es erhielten die CDU mit 22,73 % einen Sitz und das Bündnis 90/Die Grünen mit 77,27 % zwei Sitze. Der Ortsbeirat wählte Claudia Irion (Grüne) zur Ortsvorsteherin.

## Verkehr
Die nächstgelegenen Bahnstationen befinden sich an der Bahnstrecke Halle–Hann. Münden in Gertenbach (Witzenhausen) und Hedemünden.
Von der Bundesstraße 80 im Werratal sind Hübenthal und das Schloss über die Landesstraße L 3238/L 565 Richtung Mollenfelde erreichbar. Die Gebäude von Ellerode sind durch die Landesstraße L 3468/L 564 von Hedemünden nach Atzenhausen angeschlossen.
In Hedemünden besteht Anschluss an die A 7 und in Deiderode und Friedland an die A 38.